# 孔彬
孔彬（1931年5月5日—），本名孔德垣，山東济南市人，祖籍曲阜。孔子第七十七代孫，出自孔子世家近支凝祉堂，為清朝衍圣公孔昭煥後裔、大成至聖先師奉祀官孔德成族弟，遷居杭州；离休浙江話劇團二级演員，也是中国戏剧家协会、浙江電視藝術家協會成員。

## 生平

### 家世
孔彬譜名孔德垣，是孔令焜、孟憲淩夫婦的長子。父親孔令焜字耀如，是貤封衍圣公孔憲增的玄孫，擔任山東長途電話管理處課員，育有三子三女。
中国抗日战争時，大成至聖先師奉祀官孔德成奉令南下重慶，由族叔孔令煜代理曲阜三孔奉祀官府務；孔令焜此時住進孔府一貫堂，擔任至聖廟管理员。後來孔令焜與二子二女、兩名孫子遷居青島，長女孔德靜隨丈夫龐俊三遷居泰安；孔彬遷居浙江杭州，與嚴雅卿育有兩名女兒孔維紅、孔維青。

### 演藝生涯
十七歲時，考上上海华东人民革命大学文藝系，1949年隨中国人民解放军第三野战军青年縱隊南下杭州，同年初改名「孔彬」，加入浙江省文工团，在歌剧《白毛女》、《王秀鸞》等演出。中华人民共和国成立後，在抗美援朝运动期間，孔彬因貌似外國人而在活報劇《打倒美帝》飾外籍反派角色；三反五反运动時，曾到北京人民大会堂表演话剧《李闖王》，飾演明末民變領袖李自成的部將羅虎。1951年浙江省話劇團成立，孔彬成為專業話劇演員，飾演苏联蘇洛夫話劇《曙光照耀着莫斯科》（Рассвет над Москвой）中的黨委書記库列聘（Курепин）。
1955年，孔彬考上上海戏剧学院表演師資進修班，受學於朱端钧與來自蘇聯列寧格勒國立戲劇學院的列普柯芙斯卡婭（Евгения К. Лепковская）。列普柯芙斯卡婭是來華的「蘇聯專家」之一，取漢名「李淑貞」，向中國學生傳授斯坦尼斯拉夫斯基体系，指導孔彬等學生排練、創作小品戲劇；另一方面，上海戲劇學院黨委也下達直接指示，下令學員除專心演練以外不得參與政治運動，讓她的團隊遠離政治是非。當時，莎士比亚作品已傳入中國半個世紀，五四运动以來的中譯本常改編成舞台劇：如1956年在蘇聯專家雷科夫（Александр В. Рыков）等人指導下，北京中央戏剧学院根據朱生豪譯本演出悲劇；列普柯芙斯卡婭指導上海戲劇學院的畢業公演，也根據朱生豪譯本演繹莎士比亚喜劇《无事生非》。1957年上海戲劇學院的畢業公演在上海、北京兩地舉行，由孔彬飾演《無事生非》男主角白尼迪；同年，列普柯芙斯卡婭便返回莫斯科。不久，莎士比亞戲劇在反右运动、中苏交恶、以及抨擊「洋、名、古、修」的風潮中銷聲匿跡（直到文化大革命結束以後才得以復興），不過列普柯芙斯卡婭的學生因不許參政而倖免。
畢業後，孔彬繼續在浙江話劇團，長期在上山下乡运动中為工农兵演出，例如在1962年《霓虹灯下的哨兵》中飾班長趙大大；除了在杭州以外，有時也會在北京、上海演出，劇目題材包括中外名著、歷史、方言話劇等等。改革开放後，浙江話劇團在1980年舉行話劇《日出》復排公演，孔彬主演潘月亭，該劇原作者、剧作家曹禺曾到場觀賞；孔彬在1985年進入影视領域，主演或參與拍攝的作品包括《舞台新姐妹》、《湖娃》、《還有一支春天的歌》等十餘部电视剧。